# Coleophora cnossiaca
Coleophora cnossiaca é uma espécie de mariposa do gênero Coleophora pertencente à família Coleophoridae.